# Pleszka chińska
Pleszka chińska (Phoenicurus auroreus) – gatunek małego ptaka z rodziny muchołówkowatych (Muscicapidae). Występuje we wschodniej Azji, zimuje na południe od zasięgu letniego. Nie jest zagrożony wyginięciem.

## Podgatunki i zasięg występowania
Wyróżniono dwa podgatunki P. auroreus:
- P. auroreus leucopterus – wschodnie Himalaje do środkowych i wschodnich Chin. Zimuje od wschodnich Himalajów na wschód po północne Indochiny[6].
- P. auroreus auroreus – południowo-środkowa Syberia i Mongolia do Korei i północno-wschodnich Chin. Zimuje w Japonii, na Tajwanie i w południowo-wschodnich Chinach[6].

## Morfologia
Długość ciała 14–15 cm; masa ciała 11–20 g.

## Ekologia
Ptak ten najczęściej zamieszkuje rzadkie, otwarte lasy górskie i ich obrzeża, polany, obszary porośnięte zaroślami, zarośla nadrzeczne, sady, parki i ogrody. Można go również spotkać w pobliżu osiedli ludzkich.
Żywi się głównie owadami (zwłaszcza w sezonie lęgowym), zjada też jagody i nasiona.
Sezon lęgowy trwa od kwietnia do sierpnia, ze szczytem w maju i czerwcu. Gnieździ się w dołku w ziemi, na drzewie, w skale, ścianie lub klifie, a nawet w starych budynkach, ale zwykle poniżej 1,50 metra.
Gniazdo w kształcie czarki zbudowane jest ze słomy, kory, mchu i korzonków; w środku wyłożone jest miękką trawą, włosiem i piórami. Samica składa 3–6 jaj; ich kolor może być różny: różowawy, białawy, jasnozielonkawy lub jasnoniebieski; jaja pokryte są brązowymi znaczeniami. Inkubacja trwa około 16–18 dni (w niewoli). Młode są w pełni opierzone po około dwóch tygodniach od wyklucia. 

## Status
IUCN uznaje pleszkę chińską za gatunek najmniejszej troski (LC, Least Concern) nieprzerwanie od 1988 roku. Liczebność światowej populacji nie została oszacowana, ale ptak ten opisywany jest jako pospolity w większości swego zasięgu lęgowego, choć rzadki na północnej krawędzi zasięgu. Ze względu na brak istotnych zagrożeń i dowodów na spadki liczebności BirdLife International uznaje trend liczebności populacji za stabilny.